# William Harris Ashmead
William Harris Ashmead (Filadelfia, 19 de septiembre de 1855 -  Washington D. C., 17 de octubre de 1908) fue un entomólogo estadounidense.
Tras sus estudios en Filadelfia, Ashmead trabajó para la editorial J. B. Lippincott & Co. Posteriormente, se instaló en Florida donde formó su propia editorial dedicada a la agricultura. También lanzó Florida Dispatch, una revista agrícola semanal que incluía una sección con encabezado dedicada a los insectos dañinos.
En 1879, comenzó a escribir artículos para publicaciones científicas y, en 1887, se convirtió en entomólogo de campo trabajando para el Ministerio de Agricultura de Florida. Al año siguiente, se convirtió en entomólogo en la estación de Investigación Agrícola de Lake City. En 1889, volvió a trabajar para el Ministerio de Agricultura. Al año siguiente, y durante dos años, viajó, en particular a Alemania, para perfeccionar sus conocimientos entomológicos.
En 1895 obtuvo el puesto de asistente de conservación en el Departamento de Entomología del Museo Nacional de Historia Natural de los Estados Unidos, cargo que ocupó hasta su muerte. Fue principalmente un entomólogo sistemático que trabajó en muchos grupos de insectos, pero particularmente en Hymenoptera y publicó aproximadamente 260 artículos en varias revistas científicas.

## Obra
Libros seleccionados:
- "Studies on the North American Proctotrupidae, with descriptions of new species from Florida." Entomol. Am. 3: 73-76, 97-100, 117-119  (1887).
- "Descriptions of some new genera and species of Canadian Proctotrupidae." Can. Entomol.  20: 48-55 (1888).
- "Description of a new genus and new species of proctotrypid bred by Mr F.W. Urich from an embiid." J. Trin. Fld. Nat. Club 2: 264-266  (1895).
- "The phylogeny of the Hymenoptera". Proc. Ent. soc. Washington, III: 326-336 (1896) .
- "Classification of the pointed-tailed wasps, or the superfamily Proctotrypoidea.-III." J. N. Y. Entomol. Soc. 11: 86-99  (1903).
- "Descriptions of new Hymenoptera from Japan-1." J. N. Y. Entomol. Soc. 12: 65-84  (1904).[1]
- Ashmead, William H. (1905). «A skeleton of a new arrangement of the families, subfamilies, tribes and genera of the ants, or the superfamily Formicoidea». The Canadian Entomologist 37 (11): 381-384. doi:10.4039/Ent37381-11.